# Microdus densus
Microdus densus là một loài Rêu trong họ Dicranaceae. Loài này được (Hook.) Besch. mô tả khoa học đầu tiên năm 1897.